# Lambert Adelot
Lambert Adelot (14 juni 1898) was een Belgisch hockeyer.

## Levensloop
Adelot was actief bij Daring HC. Daarnaast maakte hij deel uit van het Belgisch hockeyteam. In deze hoedanigheid nam hij onder meer deel aan de Olympische Zomerspelen van 1928 en 1936.